# Jordan, Guimaras

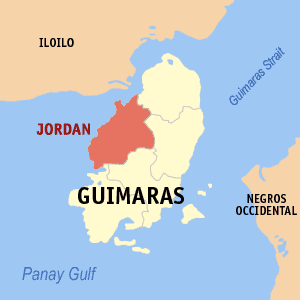
Bản đồ Guimaras với vị trí của Jordan

Jordan là một đô thị hạng 4 ở tỉnh Guimaras, Philippines. Đây là đô thị thủ phủ của Guimaras.
Jordan giáp 3 đô thị của tỉnh này, Buenavista về phía bắc, đô thị mới lập San Lorenzo về phía đông và Sibunag về phía nam. 
Theo điều tra dân số năm 2000 của Philipin, đô thị này có dân số 28.745 người trong 5.397 hộ.

## Các đơn vị hành chính
Jordan được chia ra 14 barangay.
- Alaguisoc
- Balcon Maravilla
- Balcon Melliza
- Bugnay
- Buluangan
- Espinosa
- Hoskyn
- Lawi
- Morobuan
- Poblacion
- Rizal
- San Miguel
- Sinapsapan
- Santa Teresa